# Carl Shy
Carl Leslie Shy (Los Angeles, 13 settembre 1908 – Orange County, 17 dicembre 1991) è stato un cestista statunitense.

## Carriera
Ha vinto la medaglia d'oro con la nazionale di pallacanestro degli Stati Uniti alle Olimpiadi di Berlino 1936, giocando tre gare.

## Palmarès
- Torneo Olimpico: 1
Stati Uniti: 1936